# مارتا ستينيفي
مارتا ستينيفي (مواليد 30 مارس 1976) سياسية سويدية من حزب الخضر. عملت كوزيرة للمساواة بين الجنسين ووزيرة للإسكان من فبراير إلى نوفمبر 2021، ومتحدثة باسم حزب الخضر منذ يناير 2021.
شغلت منصب الأمين العام لحزبها من مايو 2019 إلى يناير 2021. قبل أن تصبح أمينًا عامًا كانت المفوض الإقليمي لمقاطعة سكانيا من 2014 إلى 2016 ومفوض البلدية في بلدية مالمو من 2016 إلى 2019.